# Anna Sedoykina
Anna Sergeyevna Sedoykina (Volgogrado, 1 de agosto de 1984) é uma handebolista profissional russa, que atua como goleira, campeã olímpica.

## Carreira
Anna Sedoykina fez parte do elenco medalha de ouro na Rio 2016.